# Вальдорф (Тюрингія)
Вальдорф (нім. Walldorf) — громада в Німеччині, розташована в землі Тюрингія. Входить до складу району Шмалькальден-Майнінген. Складова частина об'єднання громад Вазунген-Амт-Занд.
Площа — 12,16 км2. Населення становить Невірний параметр metadata 16 066 085 ос. (станом на 31 грудня 2021).

## Галерея

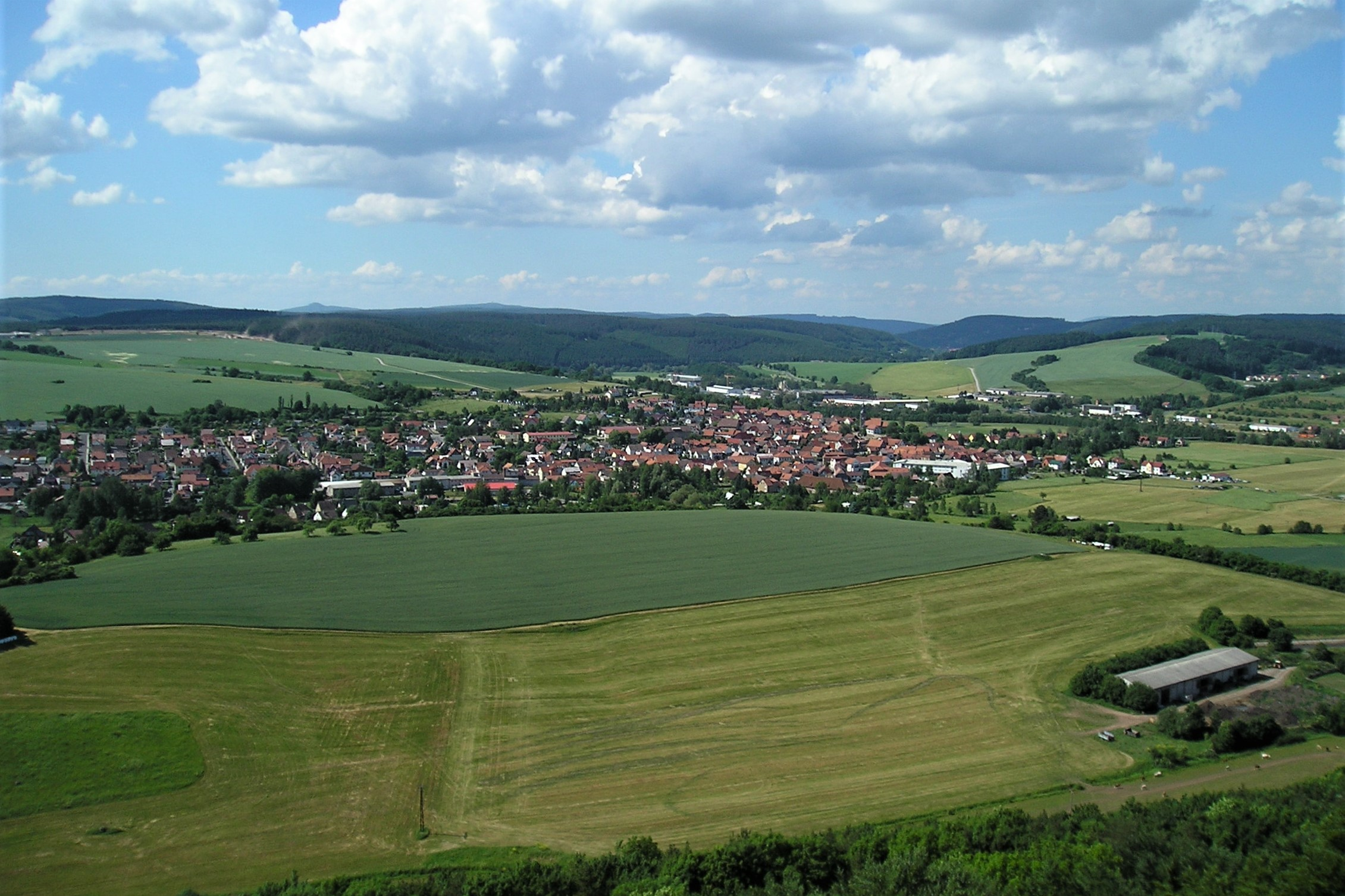
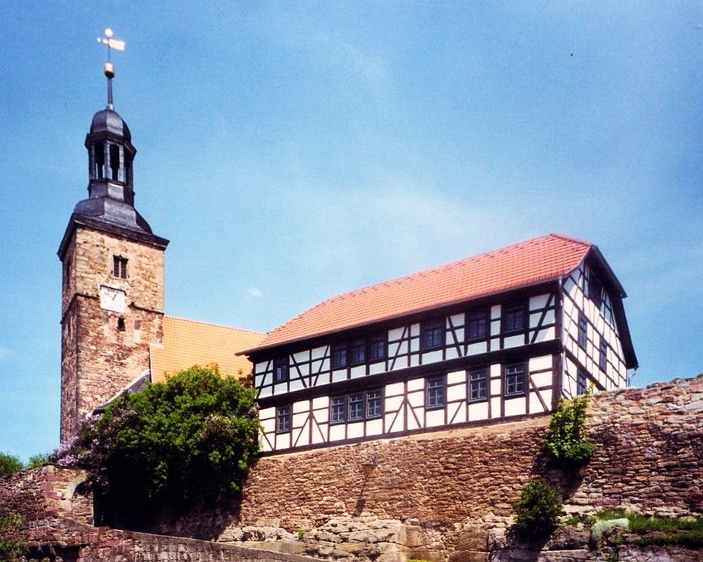
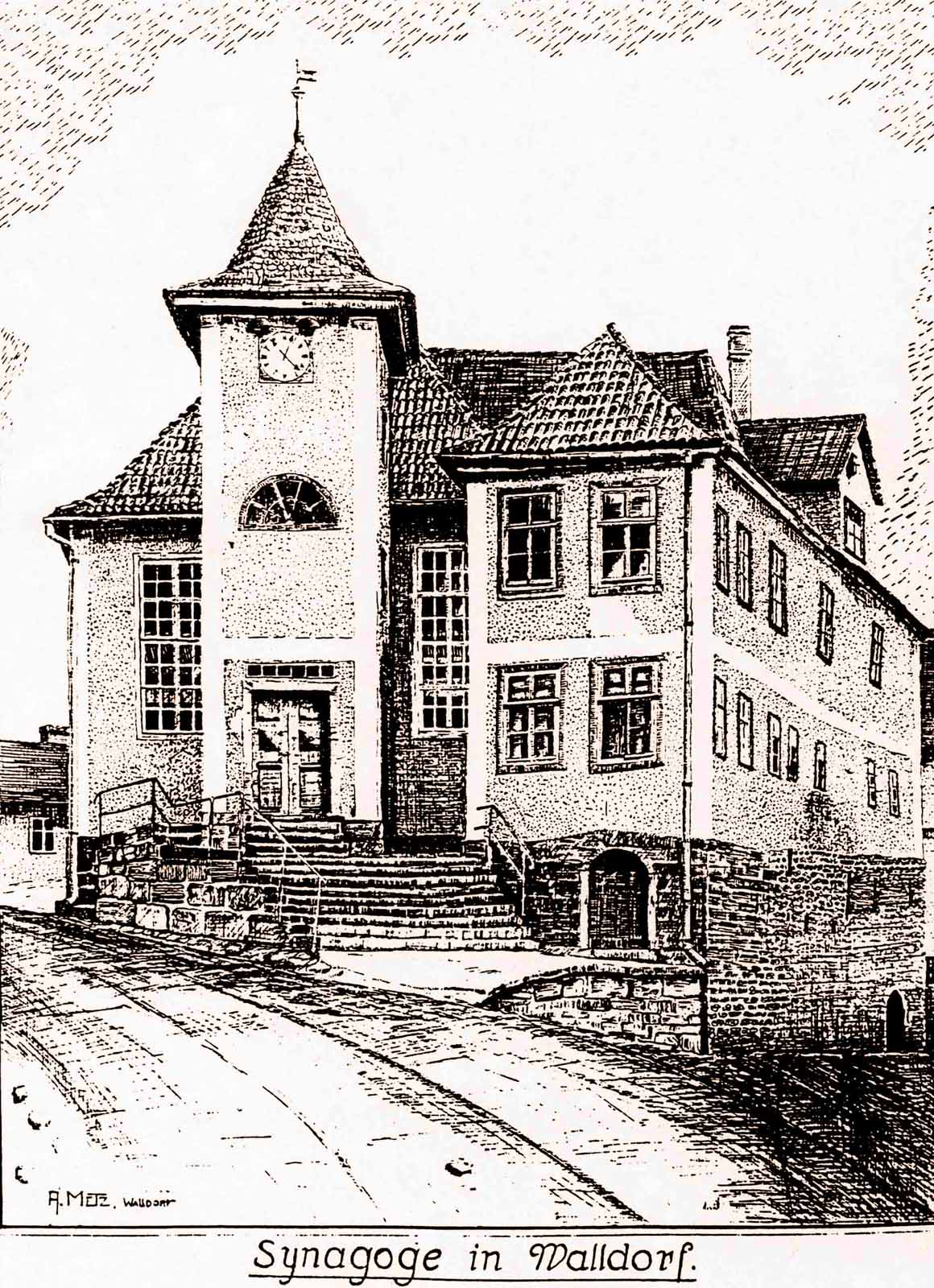